# Joktan
Joktan er i Det gamle testamente en stamfar, søn af Eber og bror til Peleg. 
Joktans tretten sønner regnes som forfædrene til flere folk, først og fremmest i det sydlige Arabien.